# Sieniewice
Sieniewice est un village de Pologne, situé dans la gmina de Drohiczyn, dans le powiat de Siemiatycze, dans la voïvodie de Podlachie, dans l'est de la Pologne.
Durant la période de la Deuxième République, le village appartient jusqu'en 1934 à la gmina de Narojki (pl).
Entre 1975 et 1998, le village appartient administrativement au vovoïde de Białystok.
Lors du recensement de 1921, le village compte 253 habitants, dont 198 catholiques romains, 43 orthodoxes et 12 Juifs. Dans le même temps, 232 habitants se déclarent polonais et 21 biélorusses. La ferme du village est alors habitée par 21 personnes, tous des Juifs polonais. Par ailleurs, le recensement compte 45 bâtiments résidentiels dans le village et un dans le falwark.